# Leopoldoff Colibri
Le Leopoldoff Colibri est un biplan français léger, sportif et d'entraînement des années 1930 jusqu'à nos jours (2011).

## Développement
Le Colibri a été conçu pour répondre à la demande d'un biplan biplace en tandem économique. Le prototype L.3 Colibri, propulsé par un moteur Anzani,de 35 hp (26 kW), a volé pour la première fois à l'aérodrome de Toussus-le-Noble en septembre 1933.
La production en série du L.3 Colibri équipé du moteur Salmson 9Adb de 45 CV a été lancée en 1937 par Aucouturier-Dugoua & Cie, suivie par la Société des Avions Leopoldoff. 33 appareils ont été achevés avant la Seconde Guerre mondiale.

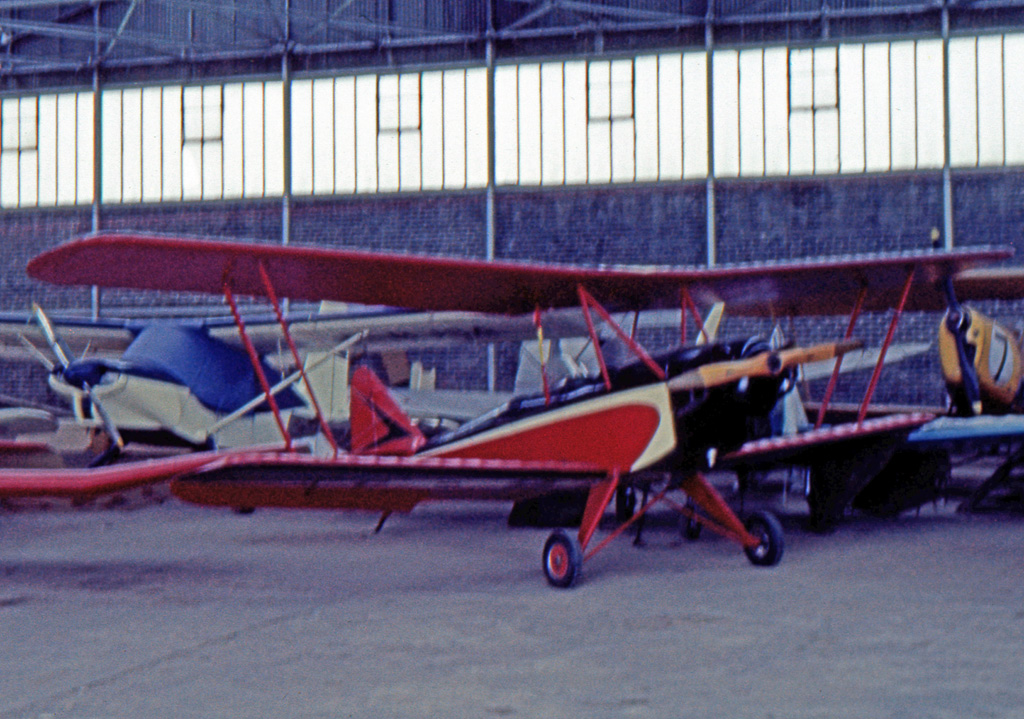
Un L.7 construit en 1948, équipé d'un moteur Continental (aérodrome de Guyancourt, 1963).

Les Colibris ont été utilisés dans des aéro-clubs et par des propriétaires privés avant guerre, plusieurs ayant survécu au conflit. La production de six Colibris supplémentaires a été entreprise après guerre par la Société des Constructions Aéronautiques du Maroc (au Maroc), qui a reçu la désignation CAM-1. L'avion a été équipé de divers moteurs et reçu des numéros de type modifiés.
En 2011, trois Colibris étaient actifs en France et deux volaient au Royaume-Uni.

## Variantes
- Prototype L.3
- moteur Anzani 35 CV (1 construit);
- L.3 production avant-guerre
- moteur radial Salmson 9Adb 45 CV (33 construits)
- L.31
- moteur Boitel 5Ao de 50 CV
- L.32
- moteur Walter Mikron III
- CAM-1 : Colibri construit après-guerre au Maroc (6 avions)
- L.53 : Colibri équipé de 75 CV après-guerre moteur Minie;
- L.55 : Colibri équipé de 90 CV après-guerre moteur Continental C90 ;
- L.6 : Colibri équipé après-guerre de moteur Minié 4 DF.28 Horus ;
- L.7 : Colibri construit après la guerre et équipé d'un moteur Continental A65-8S .

## Spécifications (L.55 Colibri)

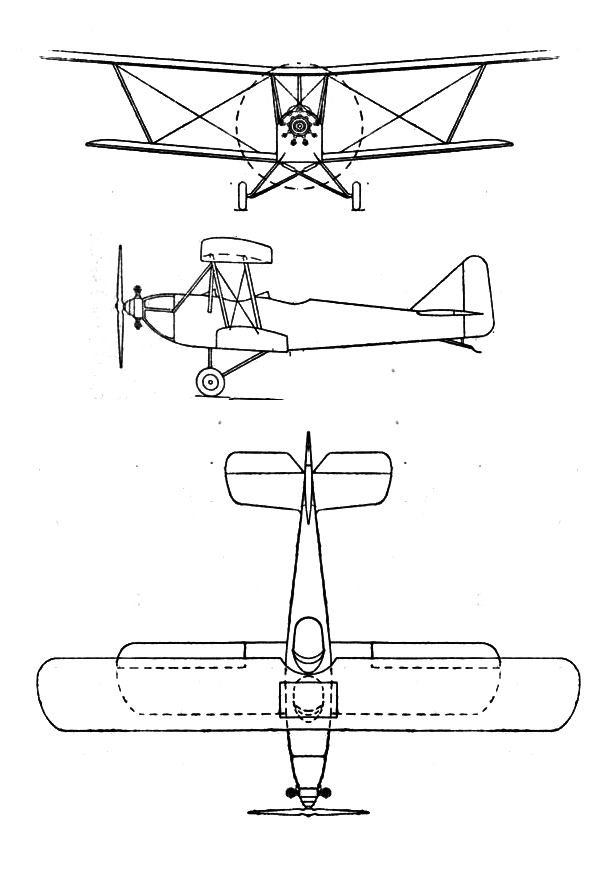
Leopoldoff Colibri 3 vues dessin de L'Aérophile Février 1938